# Авангард (стадион, Ровно)
«Аванга́рд» — многофункциональный спортивный стадион украинского города Ровно, использующийся для проведения соревнований по футболу и лёгкой атлетике. На данный момент вместимость составляет на 4 500 человек. После завершения реконструкции вместимость стадиона составит 13 466 тысяч зрителей.
Стадион является домашней ареной ФК «Верес».

## История
Первый стадион в Ровно был построен в 1920-х годах XX века прямо перед Дворцом Любомирских на месте современного «Авангарда» и тогда назывался «Sokół» (рус. Сокол) по названию одноимённой местной футбольной команды. Стадион вмещал около 4-х тыс. зрителей. До 1939 года на арене проводились матчи чемпионата Волынской футбольной ассоциации.
Во второй половине 1940-х годов в результате реконструкции количество мест было увеличено до 5 тыс., а в 1960-х, когда местный «Колгоспник» стал представлять город в Классе Б Чемпионата СССР по футболу, стадион был закрыт на капитальный ремонт, после чего стал способен вмещать до 25 тыс. человек. Во время реконструкции арены команда играла на построенном поблизости поле.
Новый стадион был открыт в 1970 году. В 1980-е годы считался одним из лучших на Украине. В 1990-х, когда местный «Верес» добрался до Высшей лиги, стадион собирал 15-20 тысяч болельщиков практически на каждом домашнем поединке команды, по итогам сезона став одной из самых посещаемых футбольных арен в стране.
После замены скамеек на пластиковые сиденья на части трибун, вместимость стадиона была снижена до 20 тыс. человек. В 2002 году Ровенский горсовет начинал реконструкцию арены, но работы не были закончены из-за нехватки средств. В 2013 году был представлен проект реконструкции стадиона, но реализован не был.
В сезоне 2016—2017 матчи «Вереса» на «Авангарде» демонстрируют рекордную для ПФЛ посещаемость.
В 2024 году стадион принял финальный матч Кубка Украины

## Реконструкция
В апреле 2017 года состоялась презентация нового проекта реконструкции «Авангарда». Вместимость стадиона будет увеличена с 4 500 до 13 466 зрителей. Кроме того, на трибунах будет предусмотрено 34 места для людей с особыми потребностями. Освещение поля будет происходить с крыши восточной трибуны и с западных мачт.

На стадионе будут обустроены 8 беговых дорожек длиной 400 метров. Кроме того, со стороны центрального входа будет сделан легкоатлетический манеж с тремя беговыми дорожками по 110 метров. В чаше стадиона предусмотрено устройство спортивного ядра, вмещающего:
- Северный легкоатлетический сектор (дорожка и яма с водой для бега с препятствиями, дорожка для разбега в метании копья, круг для метания диска/молота, 2 круга для толкания ядра)
- Южный легкоатлетический сектор (дорожка для разбега в метании копья, сектор для прыжков в высоту, сектор для прыжков с шестом, сектор для прыжков в длину).

Таким образом, стадион сможет принимать соревнования всеукраинского уровня по лёгкой атлетике.
Футбольное поле будет отвечать третьей категории классификации полей с размером 105×68 м и натуральным травяным покрытием. Поле будет оснащено подогревом, системой дренажа и автоматическим поливом.
Для посетителей запланировано три входа на трибуны стадиона. На входах будет устроено две группы турникетов — для досмотра вещей посетителей и для контроля билетов. Отдельные входы запланированы для маломобильных посетителей, персонала, спортсменов, журналистов и VIP-персон.
Рядом со входами на стадион предусмотрено обустройство автостоянки, рассчитанной на 189 мест. В том числе: для 2-х автобусов команд, 4-х автобусов для болельщиков и 17 для автомобилей людей с особыми потребностями.
В подтрибунных помещениях стадиона общей площадью 7736,86 м² будет оснащен зал для тяжелой атлетики ОК ДЮСШ «Авангард», помещение для футбольной ДЮСШ «Верес», административные, бытовые помещения, мастерские и кладовые. Также запланированы свободные площади для сдачи в аренду.
Стоимость реконструкции стадиона «Авангард» обойдется бюджету Ровно в 110 миллионов гривен. В планах объявление тендера на определение подрядной организации. В 2017-м году на работы предусмотрено около 4 млн гривен. Работы будет разбиты на несколько очередей. Предполагаемый срок сдачи объекта — 2021 год. Реконструкцию планируется начать с перепланировки восточной трибуны, достройки трибун с подтрибунными помещениями и устройства крыши.
30 сентября 2022 года стадион, впервые после реконструкции, принял матч украинской Премьер-лиги между «Вересом» и львовским «Рухом»

## Адрес
33000, Ровно, улица Замковая, 34

## Галерея

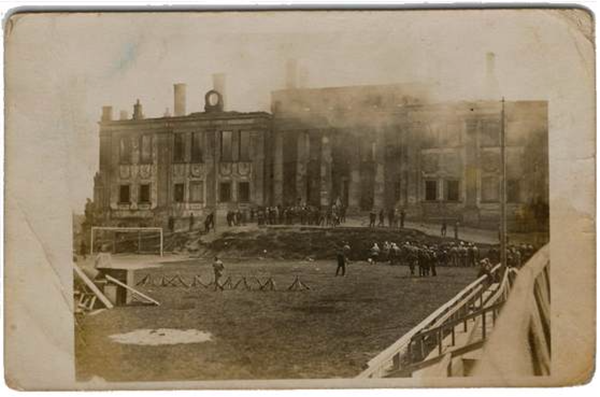
Вид с трибуны стадиона «Сокол», вторая половина 1920-х
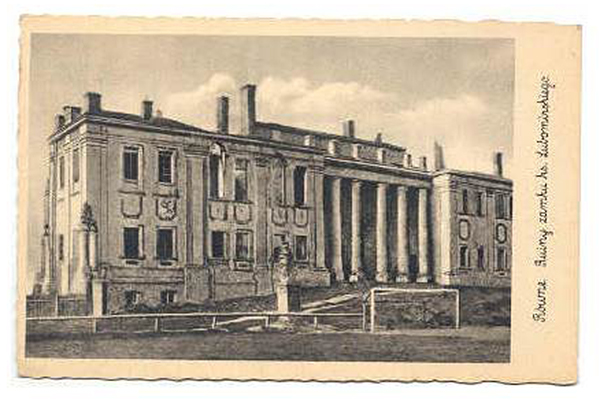
Стадион «Сокол» на фоне заброшенного Дворца Любомирских, 1930 год
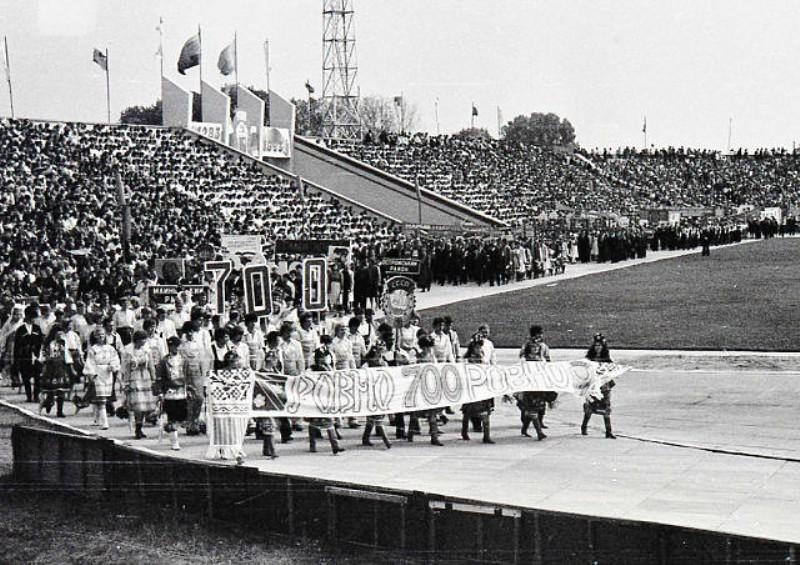
Торжественные мероприятия на «Авангарде» в честь 700-летия Ровно, 1983 год
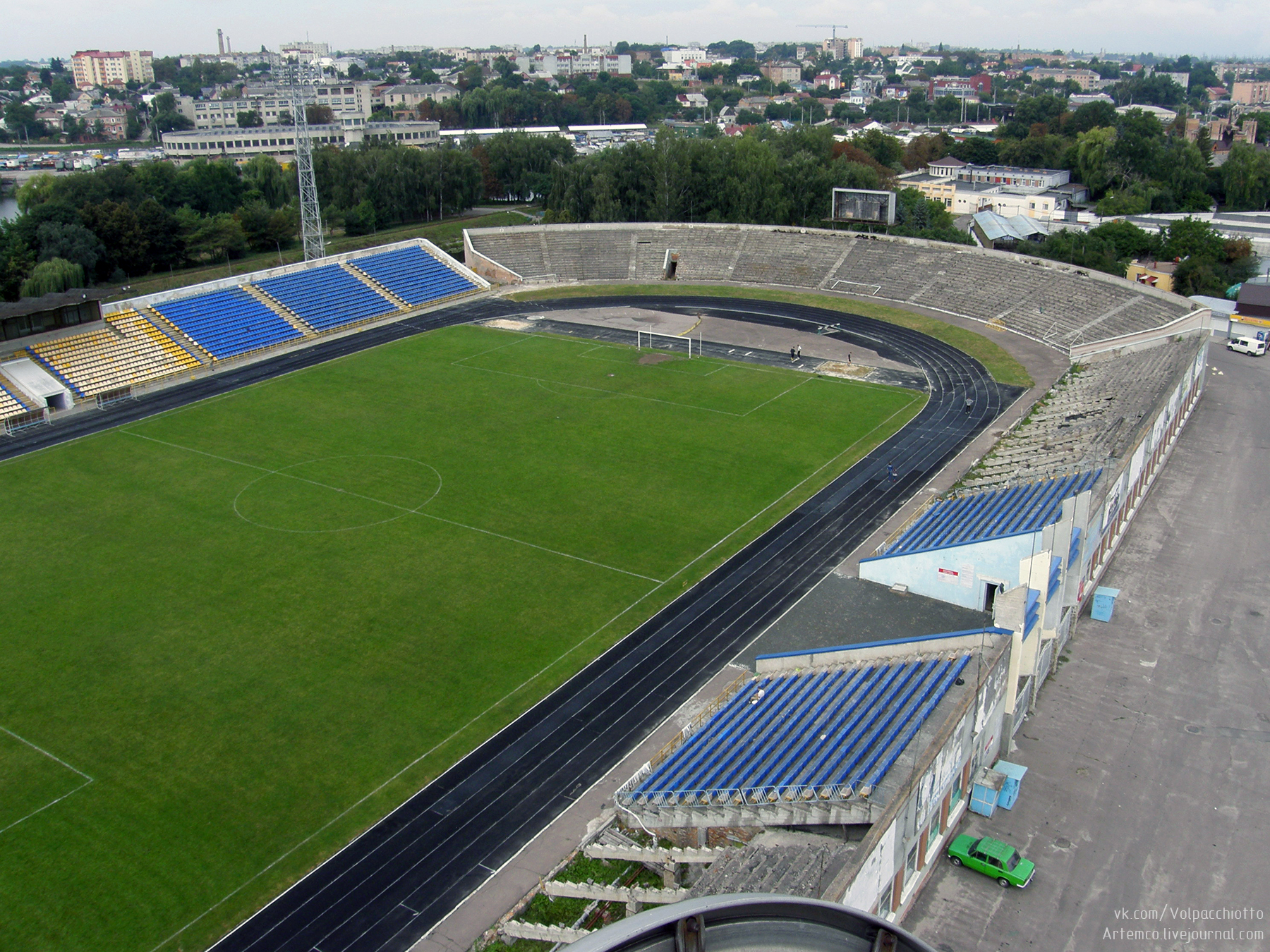
Общий вид на «Авангард» с воздуха, 2013 год
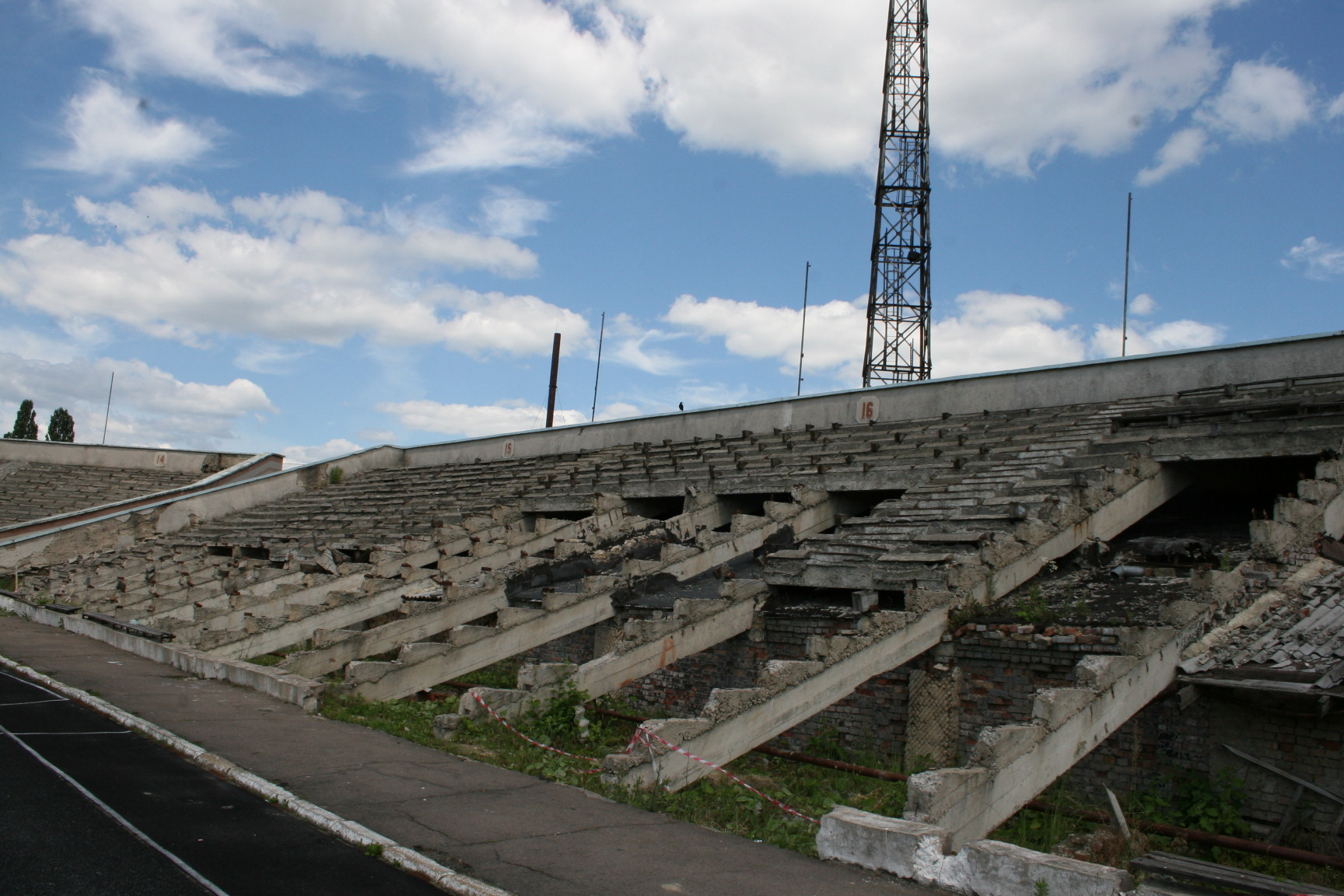
Руины трибун «Авангарда», 2015 год